# Йордан Моллов
Йордан Атанасов Моллов е български финансист и преподавател.

## Биография
Роден е на 21 юни 1984 г. в Прага, Чехия. Завършва бакалавърска степен по международни отношения в SUNY New Paltz, САЩ, а след това придобива диплома за магистър по бизнес администрация от Fordham University, отново в САЩ. Поканен е в стажантската програма към Централата на ООН в Ню Йорк, където преминава обучение в главния офис на нейния тогавашен лидер Кофи Анан.
Йордан Моллов завършва MBA „Finance and Accounting“ във Fordham University, САЩ. Следва специалност International relations в SUNY New Paltz, САЩ. В Стопанска академия „Д. А. Ценов“ в гр. Свищов, България завършва две специалности – Statistics, PhD и Applied statistics. Има степен PhD Operations Management от Университет по библиотекознание и информационни технологии в София, България.
Професионалната кариера на Йордан Моллов започва през 2007 г. Работи в областта на борсовата търговия като анализатор на едни от най-големите хедж фондове – HoundPartners, 3Gcapital, NYLIM, а опитът му натрупан там, допринася за успехите на всички компании и дейности, които ръководи и развива в бъдеще.
Влиза в историята на родната икономика като основател на „Голдън спирит асет мениджмънт“ – първия български хедж фонд на борсата в Америка. Хедж фондът е насочен към клиенти от Централна и Източна Европа. Компанията специализира върху инвестиции в акции, облигации, суровини, и други финансови инструменти на всички клиенти, които по американските закони са състоятелни.

### Преподавател
Преподава две нови за учебните програми в България специалности – Стратегии и Е-business в Нов български университет, Стопанска академия „Димитър Ценов“ – Свищов, Университета по библиотекознание и информационни технологии. Изнася лекции като гост-преподавател в Бургаски свободен университет и Варненски свободен университет. 
Той е финансов съветник в комисия „Бюджет и финанси“ към Народното събрание на Република България. 